# Daru Riliwan
Daru Riliwan är en ort i Gambia. Den ligger i regionen North Bank, i den västra delen av landet, 70 km öster om huvudstaden Banjul. Antalet invånare var 2 123 vid folkräkningen 2013.